# Las Moritas
Las Moritas är en ort i Mexiko.   Den ligger i kommunen Guasave och delstaten Sinaloa, i den västra delen av landet, 1 200 km nordväst om huvudstaden Mexico City. Las Moritas ligger 13 meter över havet och antalet invånare är 203.
Terrängen runt Las Moritas är mycket platt. Runt Las Moritas är det ganska tätbefolkat, med 100 invånare per kvadratkilometer. Närmaste större samhälle är Guasave, 7,3 km öster om Las Moritas. Trakten runt Las Moritas består till största delen av jordbruksmark.